# Thors Mølle
Thors Mølle ligger ved Varnabækken – tidligere skambækken – i Hestehaven, der er en del af Marselisborgskovene i Aarhus. Møllen er i dag udelukkende restaurationsbygning, men har gennem tiderne haft forskellige møllefunktioner.

## Krudtmølle og feldberedermølle
I 1637 fik barber Wulff Baltzersen, senere borgmester i Aarhus, og Jens Jacobsen, senere ridefoged på Aarhusgård, kongelig tilladelse til at opføre en krudtmølle. Lensmanden på Aarhusgård skulle påse at møllen blev placeret et sted, hvor den ikke var til skade for kronens ejendomme. Valget for møllens placering faldt på Skambækken, hvor bogtrykker Hans Hansen Skonning allerede havde en papirmølle en hundrede meter oppe ad bækken.
Der blev udgravet en mølledam til at samle vand nok til at drive møllen, som med stamper kunne granulere krudtet. Mølledammen eksisterer stadigt under navnet Thorsmølledam.  
Omtrent et halvt århundrede senere fungerede møllen ikke længere som krudtmølle, men som feldberedermølle, hvor skind og huder kunne bearbejdes ved hjælp af stamperne. Ejeren var nu rådmand Jens Rasmussen Lassen. Specielt effektiv var møllen dog ikke, da der måtte samles vand i mølledammen i to dage, for at have vand nok til en halv dags drift.

### Farvergårdens stampemølle
Også under den næste ejer – Christen Andersen Tørslev – fungerede møllen som feldberedermølle, men herefter blev møllen omdannet til en stampemølle for klæder. Det skete i forbindelse med at rådmand Andreas Stæhr overtog møllen. Udover at være rådmand var Stæhr også farver og i Vestergade, hvor han havde en stor farvergård. Med stampemøllen kunne Stæhr nu præparere sine egne klæder inden de kom på farveriet.
Da Stæhr i 1751 solgte farveriet i Vestergade til Peter Christian Asmussen fulgte stampemøllen med i købet. Asmussen drev møllen og farveriet videre med sin søn Wolff Frederik Asmussen . Under Asmussen og sønnens ejerskab blev Thor Christensen ansat som stampemester på møllen i skoven, og det er fra ham navnet Thors Mølle stammer.

### Galthen Bechs kradsuldmøller
I både 1825 og 1829 blev Thors Mølle sat til auktion og i 1831 blev møllen endeligt solgt til Güldencrone af Marselisborg Gods, der i forvejen ejede Marselisborgskovene. 
Samme år lejede godset møllen ud til den driftige købmand Marcus Galthen Bech. Bech omdannede møllen til en kradsuldmølle, der kunne opkradse ellers ubrugelige uldklude til brug i eksempelvis madrasser og gulvtæpper. Uldkradseriet blev en god eksportforretning og i løbet af 1830’erne overtog Bech også driften af skambækkens andre møller, Pouls Mølle og Varna Mølle, ligesom han i  1837 lod opføre en fjerde mølle, Nymølle  et stykke nede af bækken fra Thors Mølle.  Nymølle blev revet ned i 1877, og dammen findes heller ikke længere. 
Ved Bechs død overtog hans to sønner Oluf og Marcus driften af møllerne. I 1877 gik de over til dampkraft, og møllerne blev nu overflødige.

### Skiftende produktion
Fra 1877 gennemgik Thors Mølle en periode med skiftende ejere og skiftende produktion. I 1878 flyttede smed Anders Andersen ind i møllen, som han indrettede til hesteskofabrik. Året efter kunne Aarhus Stiftstidende berette, at Andersen havde udviklet to maskiner – en bukkemaskine og en stempelmaskine – hvorpå han kunne producere op til 1000 hestesko dagligt. I 1880 var det fabrikant H.P. Jensens tur til at prøve lykken i Thors Mølle, men heller ikke dette foretagende blev en succes. Det samme gjaldt planerne om at indrette et savværk i møllen.

### Afholdsbeværtning
Gennem årene havde der boet flere familier ad gangen i møllen. Under stampemester Thor Christensens tid havde møllen været hjemsted for tre familier, og omkring år 1900 fandtes der to lejligheder i Thors Mølle. Mølledriften var nu slut.
Den ene lejlighed blev beboet af skovarbejder Ferdinand Andersen, mens den anden var beboet af arbejdsformand Niels Jacobsen. Begge to havde afholdsservering ved møllen – dog på hver sin side af bækken. 
I 1905 måtte Ferdinand Andersen betale en bøde for at have udskænket bajersk øl ved Thors Mølle uden bevilling. Også mølleforpagter Anders Jensen og skovfoged for Skåde Skov Peder Rasmussen måtte betale bøde for samme forseelse ved henholdsvis Silistria og Ørnereden. 
Formand Niels Jacobsen havde derimod et godt forhold til afholdsbevægelsen, og holdt sig indenfor lovens rammer. Samme bevægelse støttede da også Niels Jacobsen da han forgæves i 1906 og 1907 søgte om tilladelse til at opføre en rigtig restaurationsbygning på stedet. Begrundelsen for afslaget var blandt andet, at det netop var de primitive gammeldags forhold, der var det tiltrækkende ved stedet.
Beværtning ved Thors Mølle var langt fra noget nyt fænomen. I en beretning fra 1769 kan man læse, at det var en tradition blandt eleverne på Katedralskolen at tage ud til møllen og holde sommergilde. Ved møllen blev eleverne trakteret med vin, kaffe og koldskål. Der var også indrettet et par keglebaner ved møllen, som gæsterne kunne fornøje sig ved.
Også fra 2. pinsedag i 1790 findes der en beretning om beværtning ved møllen. Beretningen er i øvrigt en dramatisk en af slagsen med slagsmål mellem bønder og soldater.

### Lysthuse og Jægerstue
Det lykkedes først i 1927 at få tilladelser til udvidelser ved Thors Mølle. Det var den daværende vært Niels Christian Christensen, kaldet Jess Christensen, der fik tilladelse til at opføre syv små lukkede lysthuse ved Thors Mølle. Ydermere kunne Christensen i 1929 indvie sin store træpavillon - Jægerstuen, der kunne rumme op til 200 mennesker. Byrådet blev dog ved med at afvise enhver anmodning om tilladelse til at servere bajersk øl ved møllen, på trods af Christensen kunne berette at gæsterne selv medbragte bajere i lommerne. 
Med eller uden bajere blev Thors Mølle et populært udflugtssted og ikke sjældent skete det at Christensens børn og børnebørn måtte låne tøj ud til uheldige børn, som havde været en tur i bækken. 
Bækkens løb måtte dog ændres på grund af forurening og lugtscener da Højbjerg Rensningsanlæg  og senere Højbjerg Fjernvarmeværk fik afløb til bækken. I 1964 blev Skambækken og Thors Mølledam fyldt med olie efter et udslip fra fjernvarmeværket. Christensen benyttede lejligheden til at klage sin nød til Århus Stiftstidende: "Det eneste opløftende ved denne forurening var, at olie eller petroleum nu engang ikke lugter saa ilde som den stank, der til daglig hersker omkring bækken og dammene ... Og jeg benytter lejligheden til at sige, at folk forlader min restaurant paa grund af stanken, og baade mit personale og jeg taber gradvis lysten, energien og indtægterne ved at drive Thors Mølle. Her er ellers alle muligheder for at opretholde et usædvanligt lille fuglereservat og fristed, hvor folk og fugle kunne mødes til fælles berigelse. Dammene kunne være pinligt rene og rumme en bestand af ørreder i alle størrelser fra sættefisk til store moderfisk paa op til 5-6 kilo. I stedet har vi en aaben kloak, der i uhumskhed ikke giver middelalderens bykloakker noget efter"

### Ny restaurationsbygning
I 1939 var det gamle møllehus ved at forfalde, og en stor oversvømmelse i sommeren 1939, gjorde, at møllehuset måtte rives ned og erstattes af et nyt. Christensen havde søgt om tilladelse til at opføre et større hotel- og beværtningssted, men dette blev afslået. I stedet kunne Christensen i 1940 indvie en ny bygning med både personaleværelser, køkken, restaurationslokale og en lejlighed til Christensen og hans familie. 
Under besættelsen havde tyskerne indtaget store dele af Marselisborgskovene. I Havreballeskoven og Hestehaven var der i løbet af krigen opført flere bunkeranlæg og i april 1944 blev Thors Mølle beslaglagt. Efter befrielsen kom Thors Mølle til at fungere som flygtningelejr i halvandet år. Krigen havde taget hårdt på møllen, men 1. april 1947 kunne J.C. Christensens søn Georg Stage Christensen genåbne den nyrenoverede Thors Mølle. Det var arkitekterne Ottosen og Gebauer fra Stadsarkitektens Kontor, som havde stået bag renoveringen. G.S. Christensen drev Thors Mølle videre som afholdsrestauration indtil 1966.

### Skiftende forpagtere
Efter G.S. Christensen blev Esther Hansson forpagter på Thors Mølle. Efter en ide fra skovrider Kjeld Ladefoged blev Thors Mølle tilføjet et 180 kvadratmeter orangeri med plads til 70 siddende gæster. Kommunen var bygherre på det eksotiske orangeri og stadsarkitekt Svend Pedersen og hans medarbejdere stod bag projektet, der kostede 210.000 kr. Indvielsen, der fandt sted 4. juli 1968, blev da også overværet af blandt andre borgmester Bernhardt Jensen.
Ester Hansson var forpagter på Thors Mølle indtil slutningen af 1971, og i starten af 1972 kunne Elisabeth Vestergaard overtage værtskabet. Vestergaard blev efterfulgt af Uffe Ellegaard Madsen, der tidligere havde drevet Teaterbodegaen inde i Aarhus. 1. april 1981 var det slut med Uffe som forpagter på Thors Mølle. På trods af stigende omsætning, var det svært at lave overskud på møllen. Det var især den høje varmeregning der sled på budgettet. De gamle bygninger var dårligt isoleret ligesom, det var kosteligt at holde orangeriet varmt om vinteren.
Det blev den franske kok Jean Philippon, der overtog efter Uffe, men da han efter kort tid gik konkurs, måtte kommunen endnu engang annoncere efter en ny forpagter. 
Grundlovsdag i 1983 kunne Jette Nygård og Bent Bisgård genåbne Thors Mølle, men heller ikke de holdt længe. I maj 1985 var det Aja Foldager og Anders Mortensens tur til at prøve lykken som forpagtere på møllen. Aja Foldager har siden 2005 drevet Feldballe Hundepension.
Til 2014 var forpagteren på Thors Mølle Søren Mikkelsen, og den gamle skovmølle gennemgik flere renoveringer under Mikkelsen, blandt andet en forbedring af isolationen.
Fra november 2015 overgik forpagtningen til Mikkel Windfeldt og Anders Langvad.